# Čanak
Čanak (magyar nevén Csanak) falu Horvátországban Lika-Zengg megyében. Közigazgatásilag Plitvička Jezerához tartozik.

## Fekvése
Otocsántól légvonalban 25 km-re, közúton 31 km-re délkeletre, községközpontjától Korenicától légvonalban 17 km-re közúton 66 km-re nyugatra, a Plitvicei-tavak Nemzeti Parktól délnyugatra fekszik. Neve a török csanak (nyeles vagy füles ivóedény) főnévből származik és határának völgyteknő alakú formájára utal.

## Története
A falu története akkor kezdődött, amikor a török 17. század végi kiűzése után Attemsee Rajmund gróf és Jozef Libeneg királyi biztosok javaslatára III. Károly magyar király 1713. május 7-én kelt engedélyével Gorski kotar és a tengermellék területéről katolikus horvát családokat telepítettek ide, a török által korábban teljesen elpusztított és felégetett területre. (A török betörés előtt ugyanis két horvát falu is állt a mai település területén, az egyik a Veliki Čanak (Nagycsanak), a másik a Mali Čanak (Kiscsanak) és a Korita nevű mai településrész helyén. A két falu régi elnevezése nem ismert.) Az újonnan betelepültek 1719-ben már meg is alapították önálló plébániájukat és 1728-ban felépítették Szűz Mária tiszteletére szentelt plébániatemplomukat. A falu első papját 1733-ban említik. 1857-ben 539, 1910-ben 740 lakosa volt. A trianoni békeszerződés előtt Lika-Korbava vármegye Korenicai járásához tartozott. Ezt követően előbb a Szerb-Horvát-Szlovén Királyság, majd Jugoszlávia része lett. A második világháború idején lakóinak újabb megpróbáltatásokat kellett elszenvedniük, melyek során mintegy 150 lakos halt meg vagy tűnt el. A faluba bevonuló partizánok a férfinépet összeterelték és a falu keleti részén levő barlang fölé hajtották, hogy kivégezzék őket. Majd újabb partizán csoportok érkeztek, akik a falu egy részét felgyújtották és az itt lakókat, főleg nőket és gyermekeket a gospići gyűjtőtáborba hajtották ahol két évig sínylődtek. Az üldöztetések a háború után is folytatódtak. A nélkülözések miatt sokan külföldre, főként Ausztráliába vándoroltak ki. 1991-ben lakosságának 97 százaléka horvát volt. 1991-ben a független Horvátország része lett, de a közeli falvak szerb lakossága még az évben Krajinai Szerb Köztársasághoz csatlakozott. Emiatt a falu újra súlyos árat fizetett. 1991. december 10-én a jugoszláv hadsereg katonái és szerb szabadcsapatok foglalták el és rendteremtés címén hét helyi polgári személyt végeztek ki, akiknek holttestét azóta sem találták meg. December 12-én a szerbek a falut felgyújtották és a földdel tették egyenlővé. A templomot aláaknázták és felrobbantották. A robbanás akkora erejű volt, hogy az épület tetőgerendái és harangja mintegy száz méterre a környező gyümölcsösbe repültek. Az otocsáni és rijekai brigádok a falut már december 15-én visszafoglalták, az újjáépítés azonban csak 1995-ben kezdődhetett el. A horvát hadsereg 1995. augusztus 6-án a Vihar hadművelet keretében foglalta vissza a község területét. A háború után lakói közül sokan visszatértek, házaikat újjáépítették. 2011-ben 53 lakosa volt.

## Lakosság
| Lakosság változása | Lakosság változása | Lakosság változása | Lakosság változása | Lakosság változása | Lakosság változása | Lakosság változása | Lakosság változása | Lakosság változása | Lakosság változása | Lakosság változása | Lakosság változása | Lakosság változása | Lakosság változása | Lakosság változása | Lakosság változása |
| ------------------ | ------------------ | ------------------ | ------------------ | ------------------ | ------------------ | ------------------ | ------------------ | ------------------ | ------------------ | ------------------ | ------------------ | ------------------ | ------------------ | ------------------ | ------------------ |
| 1857               | 1869               | 1880               | 1890               | 1900               | 1910               | 1921               | 1931               | 1948               | 1953               | 1961               | 1971               | 1981               | 1991               | 2001               | 2011               |
| 539                | 712                | 581                | 660                | 713                | 740                | 742                | 736                | 679                | 614                | 549                | 457                | 370                | 302                | 91                 | 53                 |

## Nevezetességei
- A Rózsafüzér királynője tiszteletére szentelt római katolikus plébániatemploma 1728-ban épült. 1991. december 10-én a jugoszláv hadsereg katonái és szerb szabadcsapatok aláaknázták és felrobbantották. Az újjáépített templomot 2002. október 13-án szentelték fel újra.
- Mali Čanak nevű településrészén láthatók az egykori Szent Márk kápolna alapfalai és a barlang közelében megtalálhatók a falu legrégibb templomának maradványai is, mely körül egykor temető volt. A templomot a török pusztította el, anyagát és néhány sírkőlapot a falu házaiba építettek be.
- A falu keleti részén barlang volt található, ahova szárazság idején az emberek vízért jártak, mivel a barlangban egy nagyobb tó volt található. Idővel azonban a bejárat betemetődött és a falunak ez a látványossága ma már nem látható. A környéken több víznyelő (Šnjarić, Popovoj bara, Lug) és forrás (Torini, Ilkanov dol, Duman) található, melyek a helyiek szerint a barlanggal és a Gacka forrásával vannak összeköttetésben.